# Statu quo (Terra Santa)

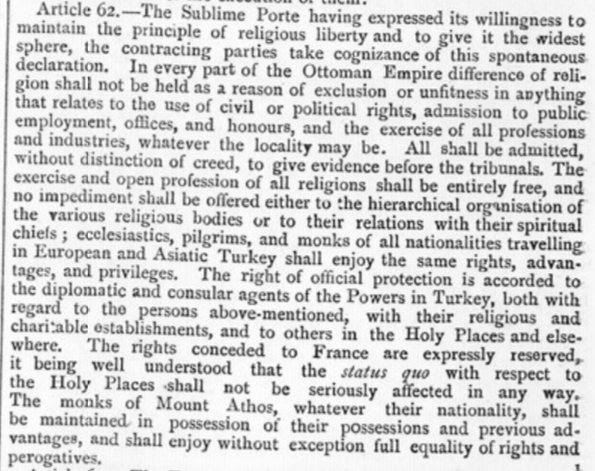
Artigo 62 do Tratado de Berlim (1878):
"Os direitos concedidos à França são expressamente reservados, sendo bem entendido que o status quo com relação aos Lugares Sagrados não será seriamente afetado de forma alguma."

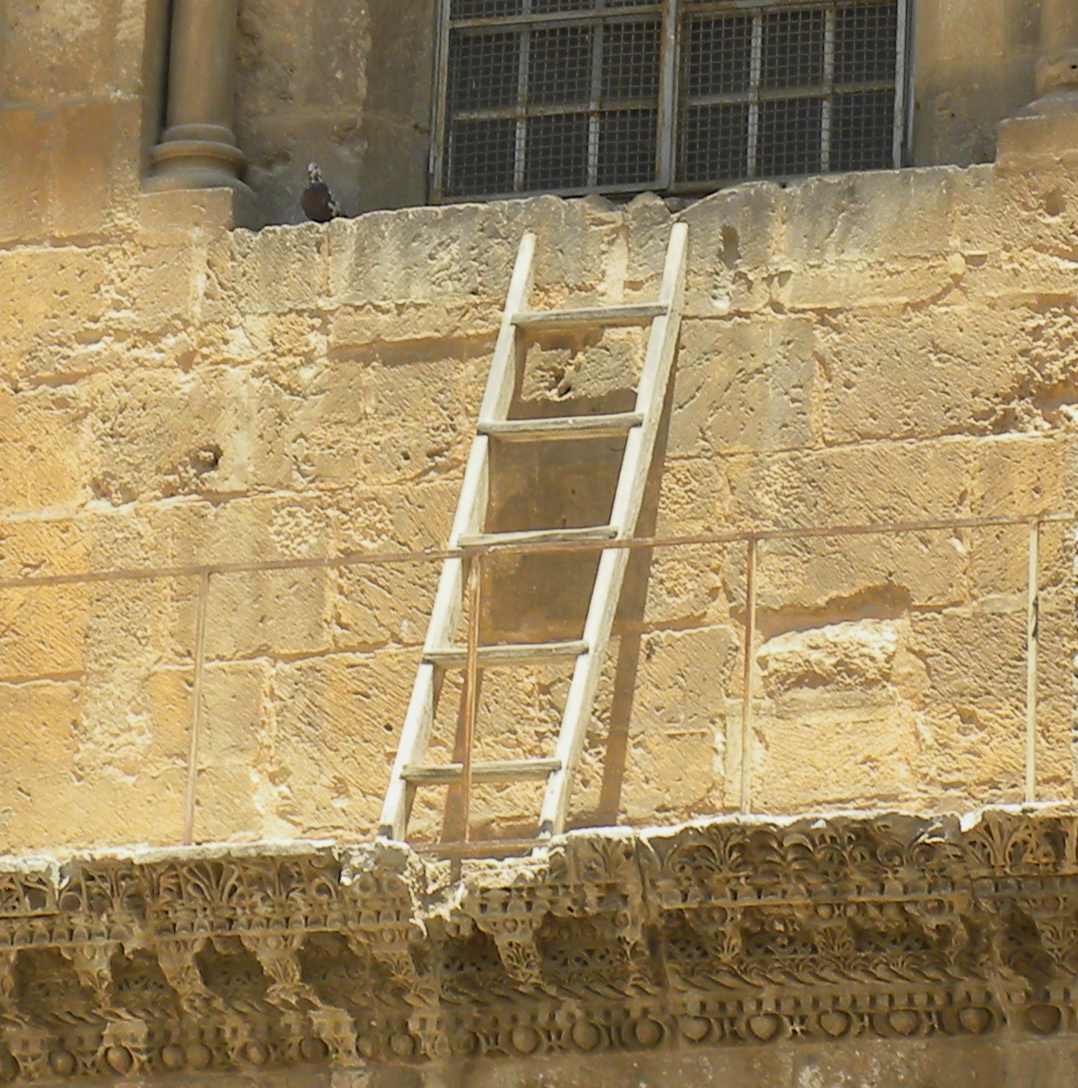
A Escada imóvel. Detalhe da fotografia da fachada da porta principal da Igreja do Santo Sepulcro, Jerusalém, 2011

O Statu quo, ou Status quo de sítios da Terra Santa, é um entendimento entre as comunidades religiosas a respeito de nove locais religiosos compartilhados em Jerusalém e Belém. Outros Lugares Sagrados em Israel e Palestina não foram considerados sujeitos ao Status Quo porque as autoridades de uma religião ou de uma comunidade dentro de uma religião estão em posse reconhecida ou efetiva.
Foi resultado de um decreto do sultão otomano Osmã III em 1757, que preservou a divisão de propriedade e responsabilidades de vários locais importantes para cristãos, muçulmanos e judeus para seus atuais donos ou proprietários e representou acordos entre as várias religiões para que nada pudesse ser mudado do jeito que estava sem perturbar o equilíbrio da ordem em manter os locais religiosos para visitas de peregrinos. Um outro firmão emitido em 1852 e outro de 1853 reafirmou as provisões do decreto de 1757. As disposições reais do status quo nunca foram formalmente estabelecidas em um único documento, mas o resumo de 1929 preparado por L. G. A. Cust, funcionário público do Mandato Britânico, O Status quo nos Lugares Sagrados, tornou-se o texto padrão sobre o assunto.

## História
Quando os gregos iniciaram uma tomada do Domingo de Ramos em vários locais da Terra Santa em 1757, os otomanos sustentaram subsequentemente seu status quo publicado a partir de um firman do Sultão Osman III.
Este status quo para Jerusalém significava que certos status para os Locais Sagrados seriam mantidos e seriam reconhecidos como permanentes ou pelo menos como as coisas deveriam ser. A cidade foi dividida em quatro quadras. O Monte do Templo tornou-se um lugar sagrado dos muçulmanos, e a Igreja do Santo Sepulcro, bem como vários outros locais cristãos, foram reconhecidos como pertencentes ao mundo cristão. Apesar das discussões sobre quem controlaria quais aspectos desses locais, o status quo permaneceu praticamente intacto desde o século XVIII até o presente. Embora as alegações de que esse status quo estava sendo violado levaram aos tumultos na Palestina de 1929, ele não foi alterado, e os bairros e áreas permanecem mais ou menos na mesma medida em que estiveram dentro dos muros de Suleiman.
Um outro decreto de 1853, na esteira dos eventos que levaram à Guerra da Crimeia, solidificou a divisão territorial existente entre as comunidades e estabeleceu um status quo para os arranjos "permanecerem para sempre", causou diferenças de opinião sobre a manutenção e até mesmo pequenas mudanças, incluindo desacordo sobre a remoção de uma escada exterior sob uma das janelas; esta escada permaneceu na mesma posição desde então.

## Impacto
Sob o status quo, nenhuma parte do que é designado como território comum pode ser reorganizada sem o consentimento de todas as comunidades. Isso muitas vezes leva à negligência de reparos muito necessários quando as comunidades não conseguem chegar a um acordo entre si sobre a forma final de um projeto. Tal desacordo atrasou a renovação da maioria dos locais de peregrinação, e também onde qualquer mudança na estrutura pode resultar em uma mudança no status quo, desagradável para uma ou mais das comunidades.

## Sítios
O status quo se aplica a nove locais em Jerusalém e Belém:

### Contestado entre denominações cristãs
1. Igreja do Santo Sepulcro e suas dependências, Jerusalém
  1. Deir es-Sultan, no topo da Igreja do Santo Sepulcro, em Jerusalém
2. Sepulcro de Maria, Jerusalém
3. Basílica da Natividade, Belém
4. Capela da Gruta do Leite, Belém (não existem registros)[8]
5. Capela do Campo do Pastor, Belém (não existem registros)[8]

### Contestado entre denominações cristãs e islâmicas
1. Capela da Ascensão, Jerusalém

### Contestado entre denominações judaicas e cristãs
1. Muro das Lamentações, Jerusalém
2. Tumba de Raquel, Belém